# Hecatera grisescens
Hecatera grisescens là một loài bướm đêm trong họ Noctuidae.